# Битва под Зельвой
Битва под Зельвой (польск. Bitwa pod Zelwą) — сражение русско-польской войны 1792 года, произошедшее 4—5 июля в районе Зельвы на территории Речи Посполитой (современная Республика Беларусь).

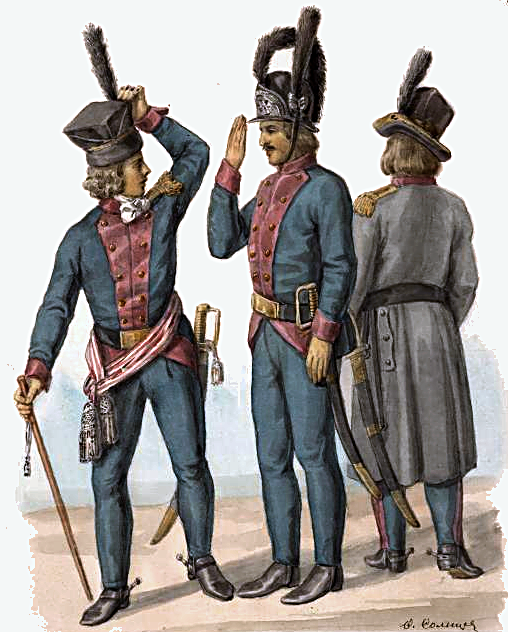
Униформа польских солдат в 1792 г.

После поражения 10 июня в битве под Миром литовский корпус войск Речи Посполитой под командованием генерал-лейтенанта Михала Забелло отступил, обойдённый российскими войсками с фланга. 4 июля высланный в целях разведки отряд пехоты, насчитывавший около 1200 штыков, под командой майора Ведельштета у брода через реку Зельвянку столкнулся с авангардом русской армии. После короткого боя и занятия переправы отряд до наступления темноты удерживал позицию, несмотря на атаки противника. Забелло не послал подкрепление, а приказал отряду Ведельштета отступить и присоединиться к главным силам.
К ночи разразилась сильная гроза, и польский военачальник дал указание разбить у реки лагерь, рассчитывая, что непогода остановит русских. Однако ближе к утру, несмотря на неблагоприятные погодные условия, русские под дождём форсировали Зельвянку и неожиданно напали на польские войска. Забелло не принял боя и отступил, прикрывшись кавалерийской контратакой отряда генерала Юзефа Беляка.